# CHANGE THE WORLD (V6の曲)
「CHANGE THE WORLD」（チェンジ・ザ・ワールド）は、V6の17枚目のシングル。2000年10月25日にavex traxから発売された。

## 解説
初回盤には『犬夜叉』の原作者である高橋留美子によるメンバー6人のイラスト入りファイルが封入されていた。
c/wに「V6」名義の楽曲が収録されるのは今回が初めて。

## 収録曲
1. CHANGE THE WORLD [4:52]
作詞：松本理恵
作曲：渡辺未来
編曲：上野圭市
  - よみうりテレビ制作・日本テレビ系アニメ『犬夜叉』初代オープニングテーマ

V6が初めて担当したテレビアニメの主題歌。メンバーの三宅健は、原作者である高橋留美子のファンであり、原作の『犬夜叉』を愛読している。
  - 坂本と井ノ原にソロパートがある。
2. 上弦の月 [4:33]
作詞：夏野芹子・TSUKASA
作曲：TSUKASA
編曲：椎名KAY太
  - フジテレビ系『お笑いV6病棟!』テーマソング
3. silver bells [4:39] - Coming Century
作詞：MEYOU・笹本安詞
作曲・編曲：笹本安詞
4. CHANGE THE WORLD（カラオケ）
5. 上弦の月（カラオケ）
6. silver bells（カラオケ）

## 「CHANGE THE WORLD」のバージョン違い
- CHANGE THE WORLD 2001（"Very best" LIMITED VERSION）
1stベストアルバム『Very best』収録の新録バージョン
- CHANGE THE WORLD -Very best II-Ver.
2ndベストアルバム『Very best II』限定生産盤B収録の新録バージョン

## カバー
CHANGE THE WORLD
- 児玉国弘 - コロムビアミュージックエンタテインメント版カバー音源。初出は2001年5月19日発売『テレビ★こどものうた CHANGE THE WORLD』（規格品番：COCX-31394）。
- MAXX ALTO - 全編英語詞、ユーロビートのアレンジでカバー。アニメ『犬夜叉』のイタリア版オープニングテーマ(番組のテロップにて編曲者にDave Rodgersが表記されている)。初出は2004年9月23日発売『SUPER EUROBEAT VOL.151』（規格品番：AVCD-10151）。

## 収録アルバム
- 『Very best』（#1）
  - アルバムバージョンを収録。
- 『Volume 6』（#1）
  - 初回限定盤ではメドレーの1曲としても収録されている。
- 『Best of Coming Century 〜Together〜』（#3）
- 『Very best II』（#1-3）
  - #1は生産限定盤Bのみ別アルバムバージョンも収録。
  - #3は生産限定盤Aのみ収録。
- 『BEST OF INUYASHA 百花繚乱 -犬夜叉テーマ全集-』（#1）
- 『犬夜叉 ベストソング ヒストリー』（#1）
- 『SUPER Very best』（#1）
- 『Very6 BEST』（#1-2-3）
  - #2は初回盤A DISC3にシングルバージョン、通常盤 DISC3にリアレンジ・レコーディングバージョンを収録。
  - #3は初回盤BのDISC4に収録。

## 映像作品
- VERY HAPPY!!!（#1）
- Film V6 act III-CLIPS and more-（#1）
- LOVE&LIFE 〜V6 SUMMER SPECIAL DREAM LIVE 2003〜（#1,2）
- 10th Anniversary CONCERT TOUR 2005 "musicmind"（#1,3）
- 20th Century LIVE TOUR 2009 HONEY HONEY HONEY/We are Coming Century Boys LIVE Tour 2009（#3）
- V6 ASIA TOUR 2010 in JAPAN READY?（#1）
- V6 LIVE TOUR 2015 -SINCE 1995〜FOREVER- （#1）
- The ONES （初回生産限定盤B #1）
- LIVE TOUR 2017 The ONES （#1）
- LIVE TOUR V6 groove（#1,2,3）